# Cálamo (escritura)

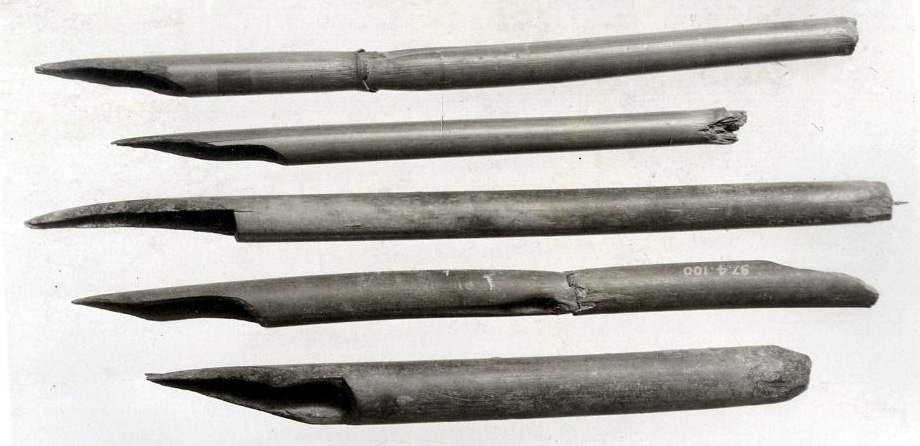
Cálamos romanos.

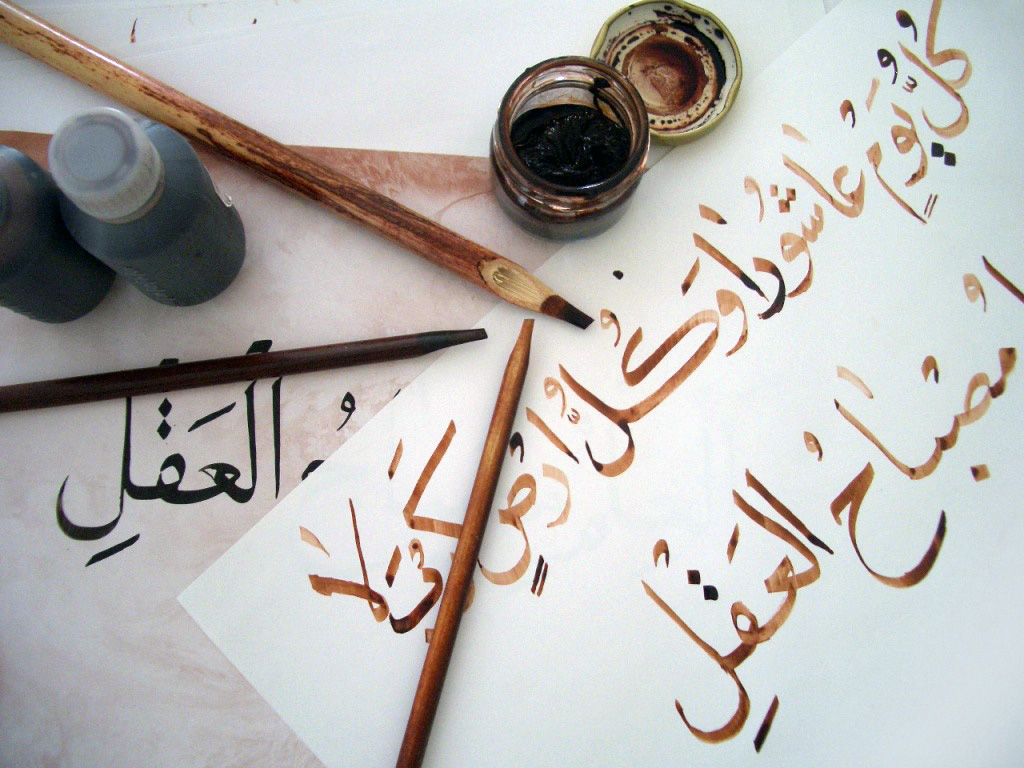
Cálamos de caña para caligrafía.

El cálamo (del latín: calamum, griego: kalamos κάλαμος) es una caña hueca, cortada oblicuamente en su extremo, que se utilizaba para escribir en la antigüedad.
Se obtenía del tallo de una planta o de una pluma de ave; de hecho, se denomina también cálamo a la parte inferior hueca de la pluma que está insertada en la piel de un ave.
Su precedente es egipcio, a modo de pincel, pero su origen es griego; se utilizó en Occidente hasta el siglo XII; se usaba introduciéndolo previamente en un recipiente con tinta, que se adhería al hueco interior por capilaridad, y mediante ligera presión servía para escribir sobre un soporte de papiro, pergamino y, posteriormente, de papel.
Los cálamos confeccionados con las plumas externas de las alas de patos, pavos, cisnes o cuervos, las aves preferidas, ya eran citados por San Isidoro de Sevilla en siglo VI. Se cortaba la punta, en bisel, periódicamente, con un cortaplumas, para mantenerla afilada.
Se supone que los romanos ya usaban plumas de bronce, aunque las primeras referencias datan del siglo XV, siendo muy difundidas a principios del siglo XIX.
El cálamo cayó en desuso con la invención de la pluma de acero. La patentó el ingeniero inglés Bryan Donkin, en 1803. Los plumines  de acero surgieron en 1829, muy popularizados años después. Son el precedente de las estilográficas, o plumas, utilizadas en nuestros días.
En la escritura caligráfica árabe todavía se utiliza el cálamo, o galam, que en árabe moderno también significa lapicero.

## El estilo

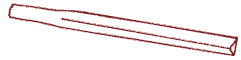
Estilo.

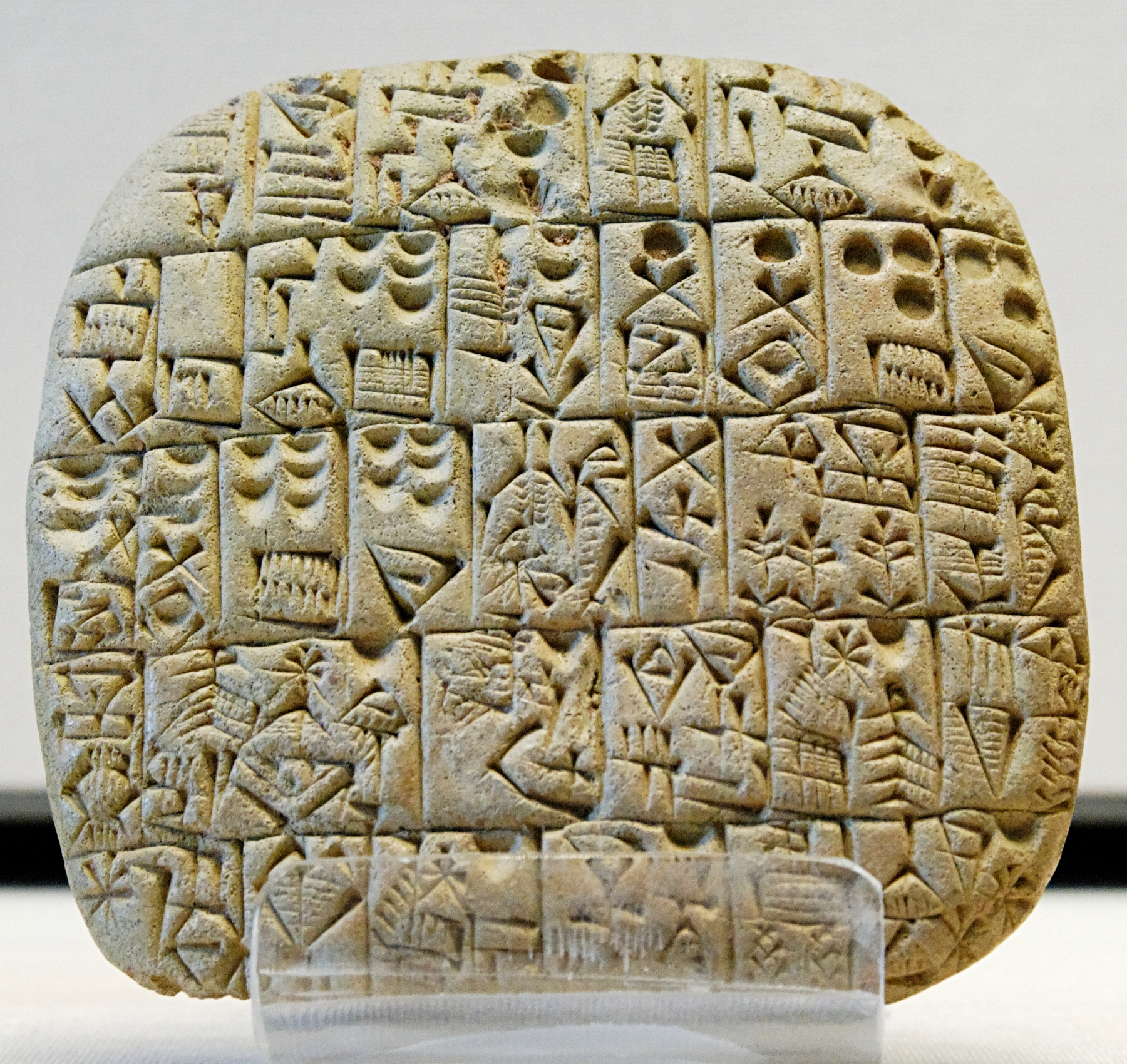
Escritura cuneiforme.

Otro instrumento de escritura, a veces mal llamado cálamo, era el estilo  o punzón, que se obtenía de un tallo o rama. Era macizo y terminaba en punta o biselado. 
Se utilizó en Mesopotamia como un instrumento para incidir o grabar, en tablillas de arcilla, la denominada escritura cuneiforme, por la forma de cuñas característica.
En la antigua Roma se utilizó el estilo o punzón para escribir en soportes encerados.

## Lapsus calami
Una falta en la escritura es, en ocasiones, llamada lapsus calami, equivalente, en un texto, al lapsus linguae oral.